# Lutter am Barenberge
Lutter am Barenberge är en kommun (köping) och ort i före detta Braunschweig, numera Niedersachsen i Tyskland. Lutter am Barenberge tillhör distriktet (Landkreis) Goslar och har cirka 2 000 invånare.
I slaget vid Lutter am Barenberge besegrade Tilly den 17 augusti 1626 danske kung Kristian IV och gjorde därigenom slut på dennes hjälpaktion för de tyska protestanterna.